# Deutzia heterophylla
Deutzia heterophylla är en hortensiaväxtart som beskrevs av S.M. Hwang. Deutzia heterophylla ingår i släktet deutzior, och familjen hortensiaväxter. Inga underarter finns listade i Catalogue of Life.